# Badesi
Badesi (Badési in gallurese) è un comune italiano di 1 820 abitanti della provincia della Gallura Nord-Est Sardegna.

## Geografia fisica

### Territorio
Il centro abitato principale digrada dolcemente su una collina dalla quale lo sguardo spazia sulla pianura sottostante e su tutto il golfo dell'Asinara fino alla Corsica.

## Storia

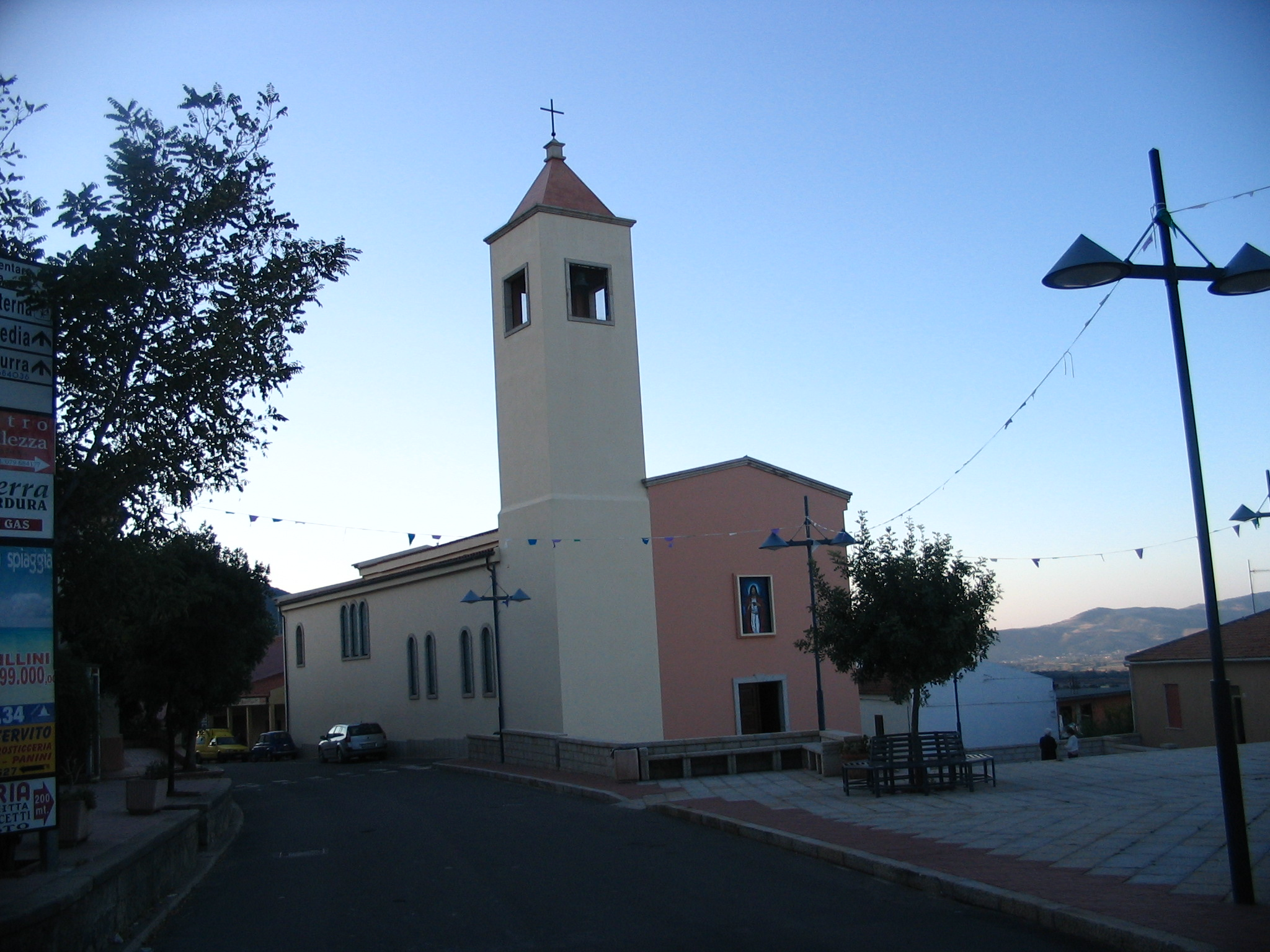
Parrocchia Sacro Cuore

Parte del feudo di Gallura, Badesi nacque presumibilmente nel 1700 in seguito allo stanziamento di alcuni nuclei familiari imparentati da cui discendono le odierne famiglie della cittadina accomunate dal medesimo cognome. Si spiega forse così l'incredibile ricorrenza di tali cognomi (Stangoni, Carbini, Oggiano, Sanna e Fara).
Il toponimo deriva probabilmente dal logudorese "Badu", che significa Guado, e probabilmente è riconducibile al fatto che presumibilmente gli abitanti erano soliti guadare il fiume Coghinas.
Ai sensi della Legge Regionale n. 9 del 12 luglio 2001, che ha previsto l'istituzione delle nuove province sarde, il comune di Badesi sarebbe dovuto rimanere nella provincia di Sassari. A seguito del referendum tenutosi il 20 ottobre del 2002, con il quale i cittadini hanno espresso la volontà di aderire alla nuova provincia di Olbia-Tempio, avvenne il passaggio con Legge Regionale n. 10 del 13 ottobre 2003. La nuova provincia fu tuttavia soppressa con la successiva riforma del 2016.

### Simboli
Lo stemma e il gonfalone del comune di Badesi sono stati concessi con decreto del presidente della Repubblica del 9 gennaio 2001.
Il gonfalone è un drappo rettangolare di rosso.

## Monumenti e luoghi d'interesse

### Architetture religiose
Sono presenti: la chiesa parrocchiale del Sacro Cuore, edificata a fine ottocento, la chiesa di San Giovanni Battista (Santu Ghjuanni di La Tozza), in località La Tozza, e la chiesa di San Francesco (Santu Franziscu di Li Mucci) edificata tra i borghi di Lu Muntigghjoni e di L'Azzagulta.

## Società

### Evoluzione demografica
Abitanti censiti

### Etnie e minoranze straniere
Secondo i dati ISTAT la popolazione straniera residente al 31 dicembre 2010 era di 58 persone.
Le nazionalità maggiormente rappresentate in base alla loro percentuale sul totale della popolazione residente erano:
- Romania 24 1,26%

### Lingue e dialetti
Il dialetto parlato a Badesi è il gallurese con influenze del logudorese.

## Geografia antropica

### Frazioni
Le frazioni sono:
- La Tozza (1,3 km da Badesi)
- Muntiggioni (2 km da Badesi)
- Azzagulta (3 km da Badesi)

## Economia

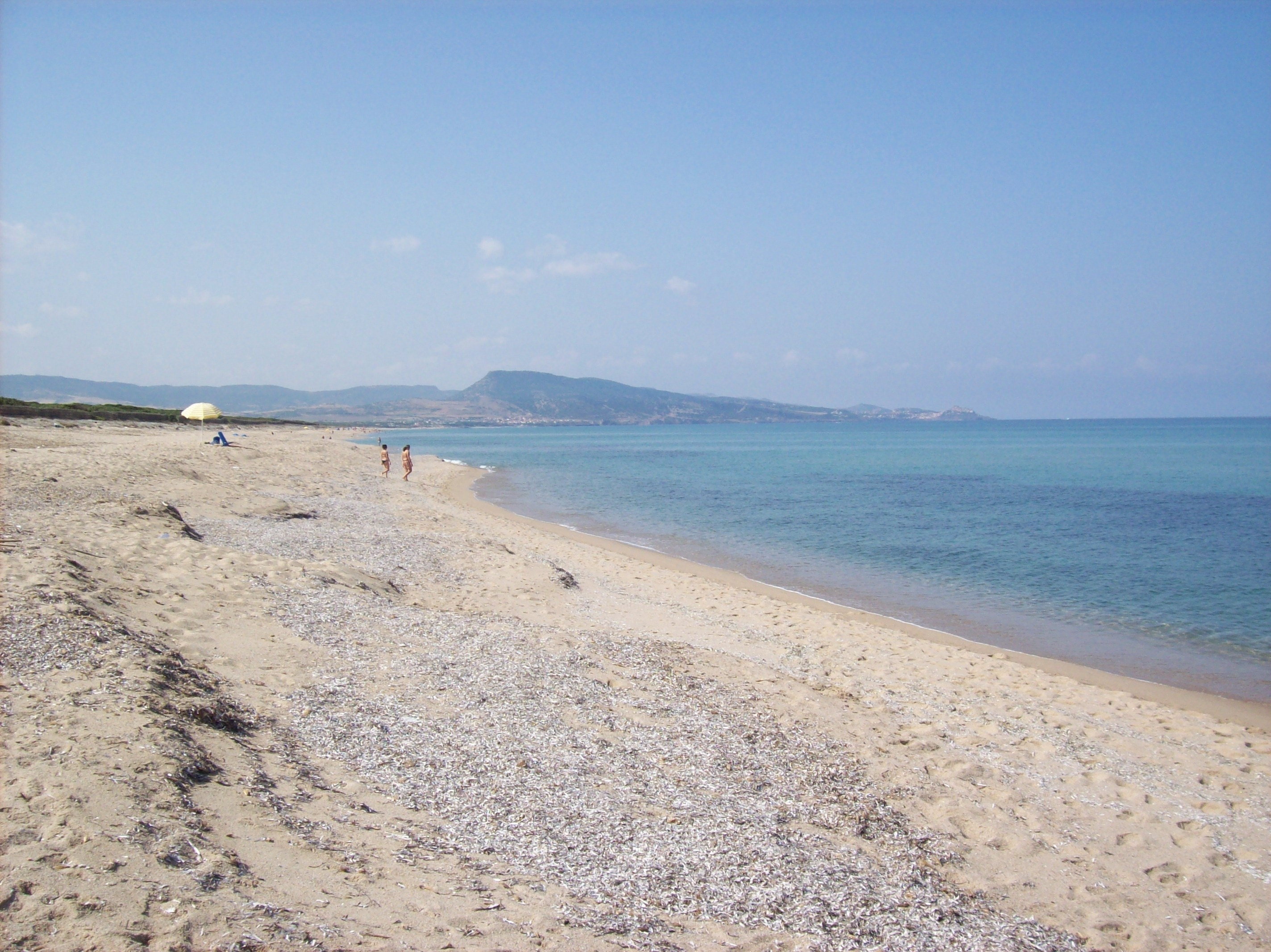
Spiaggia di Poltu Biancu

L'economia di questo angolo di Gallura è tutt'oggi principalmente agricola di tipo vitivinicolo, favorita dalle dune di sabbia con ginepri attorno a una fertile pianura alluvionale del fiume Coghinas, localmente chiamato Riu di Cuzina (Cucina secondo la dizione tempiese). In particolare vi si produce il vino Vermentino di Gallura. Il turismo rappresenta però un settore in rapida espansione, merito anche della bellezza della lunghe spiagge di sabbia finissima.

## Amministrazione

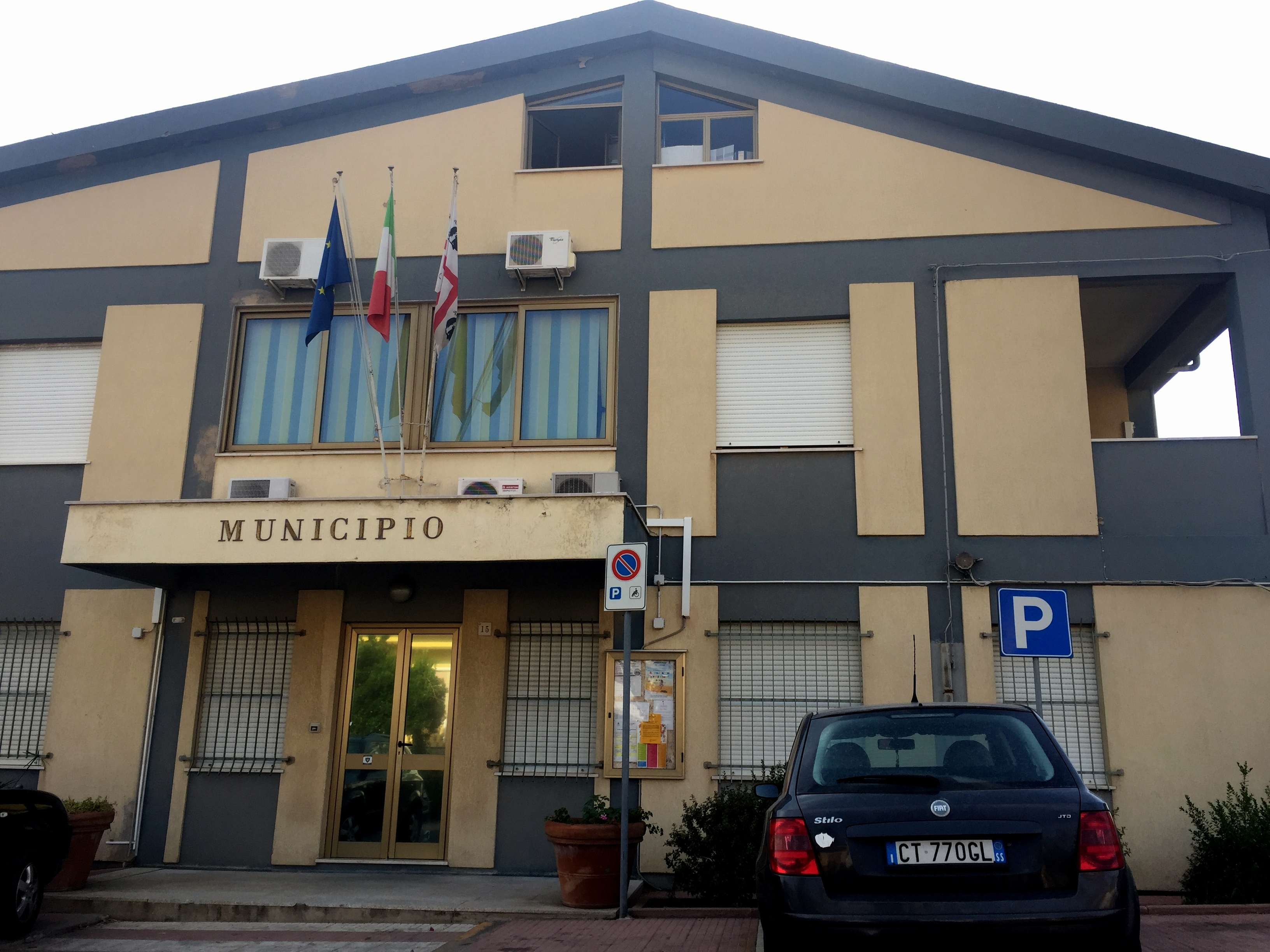
Municipio

| Periodo          | Periodo          | Primo cittadino       | Partito                              | Carica  | Note   |
| ---------------- | ---------------- | --------------------- | ------------------------------------ | ------- | ------ |
| 23 aprile 1995   | 29 novembre 1998 | Emanuele Matteo Serra | centro                               | Sindaco | [ 6 ]  |
| 29 novembre 1998 | 25 maggio 2003   | Antonio Stangoni      | lista civica                         | Sindaco | [ 7 ]  |
| 25 maggio 2003   | 27 maggio 2007   | Pietro Anton Stangoni | lista civica                         | Sindaco | [ 8 ]  |
| 27 maggio 2007   | 10 giugno 2012   | Pietro Anton Stangoni | lista civica                         | Sindaco | [ 9 ]  |
| 10 giugno 2012   | 11 giugno 2017   | Pietro Anton Stangoni | lista civica "Insieme per il Futuro" | Sindaco | [ 10 ] |
| 11 giugno 2017   | 13 giugno 2022   | Giovanni Maria Mamia  | lista civica "Insieme per Badesi"    | Sindaco | [ 11 ] |
| 13 giugno 2022   | in carica        | Giovanni Maria Mamia  | lista civica "Uniti per Badesi"      | Sindaco | [ 12 ] |